# Święta Lipka

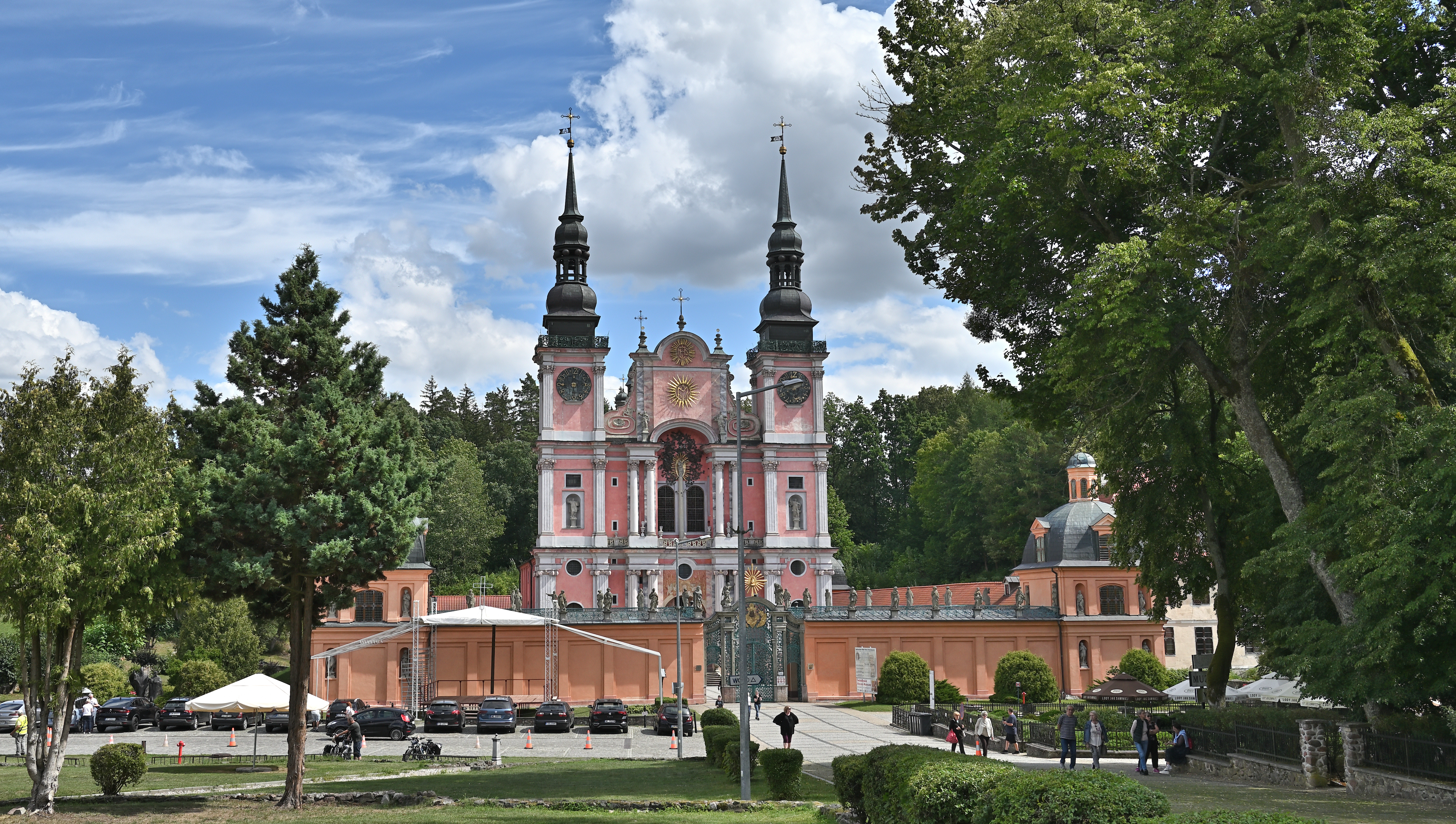
Wallfahrtskirche Święta Lipka

Święta Lipka (deutsch Heiligelinde) ist ein Dorf in der polnischen Woiwodschaft Ermland-Masuren. Es gehört zur Gmina Reszel (Stadt- und Landgemeinde Rößel) im Powiat Kętrzyński (Kreis Rastenburg).
Święta Lipka ist einer der bekanntesten polnischen Marienwallfahrtsorte und wird von Pilgern und Touristen gleichermaßen gerne besucht. In dem bis 1945 ostpreußischen Dorf wurde von Jesuiten die barocke Wallfahrtskirche Heiligelinde gebaut. Die Basilika mit Kreuzgang und Kloster gehört zu den bedeutendsten Denkmälern des Barock in Nordpolen. Der Papst erhob sie 1983 in den Rang einer Basilica minor.

## Geographische Lage
Święta Lipka liegt am Nordufer des Heiligelinder See (auch: Deinowasee, polnisch Jezioro Dejnowo) in der nördlichen Mitte der Woiwodschaft Ermland-Masuren. Bis zur Kreisstadt Kętrzyn (deutsch Rastenburg) sind es elf Kilometer in nordöstlicher Richtung, und die Stadt Reszel (Rößel) ist sechs Kilometer in nordwestlicher Richtung entfernt.

## Geschichte
Das einstige Heiligelinde wurde etwa 1300 gegründet. Im Jahre 1785 bestand das Dorf aus zwei kommunalen Einheiten: einmal war Heiligelinde ein cöllmischer Grund mit zehn Feuerstellen sowie Kirche und Kloster und gehörte zum Domänenamt Rastenburg, zum andern war es ein königlicher Grund mit einem Krug und einer Waldwartswohnung und drei Feuerstellen und gehörte zum Domänenamt Rößel. 1874 wurde Heiligelinde in den neu errichteten Amtsbezirk Pötschendorf (polnisch Pieckowo) eingegliedert, der bis 1945 bestand und zum Kreis Rastenburg im Regierungsbezirk Königsberg in der preußischen Provinz Ostpreußen gehörte.
Am 30. September 1928 schlossen sich die Landgemeinde Heiligenlinde und der Nachbargutsbezirk Skatnick (polnisch Skatniki, nicht mehr existent) zur neuen Landgemeinde Heiligenlinde zusammen.
Als 1945 in Kriegsfolge das gesamte südliche Ostpreußen an Polen überstellt wurde, war auch Heiligelinde davon betroffen. Das Dorf erhielt die polnische Namensform „Święta Lipka“ und ist heute Sitz eines Schulzenamtes (polnisch Sołectwo) und somit eine Ortschaft im Verbund der Stadt- und Landgemeinde Reszel (Rößel) im Powiat Kętrzyński (Kreis Rastenburg), bis 1998 der Woiwodschaft Olsztyn, seither der Woiwodschaft Ermland-Masuren zugehörig.

### Einwohnerzahlen
| Jahr | Anzahl |
| ---- | ------ |
| 1820 | 194    |
| 1885 | 313    |
| 1905 | 266    |
| 1910 | 244    |
| 1933 | 229    |
| 1939 | 229    |
| 2007 | 173    |
| 2011 | 176    |

## Kirche

### Katholisch

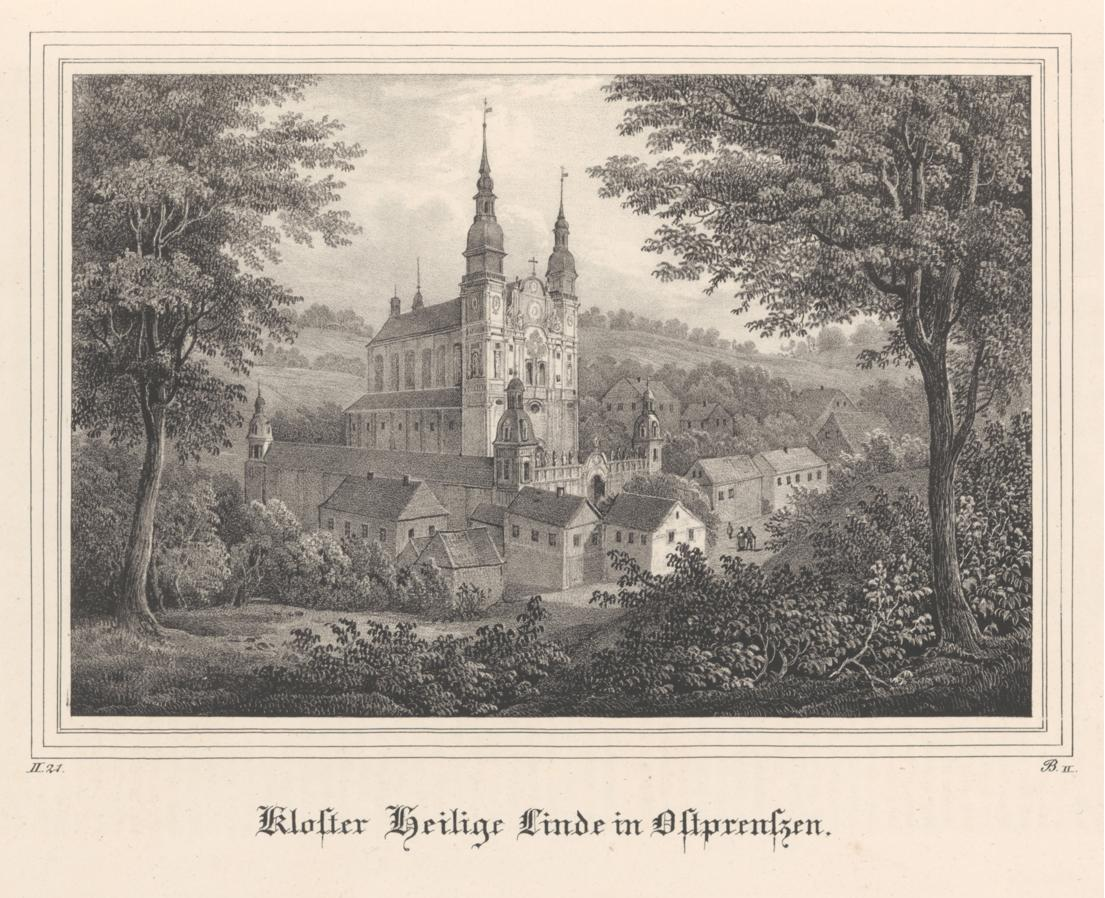
Kloster Heilige Linde in Ostpreußen (Lithographie von Teichgräber 1839)

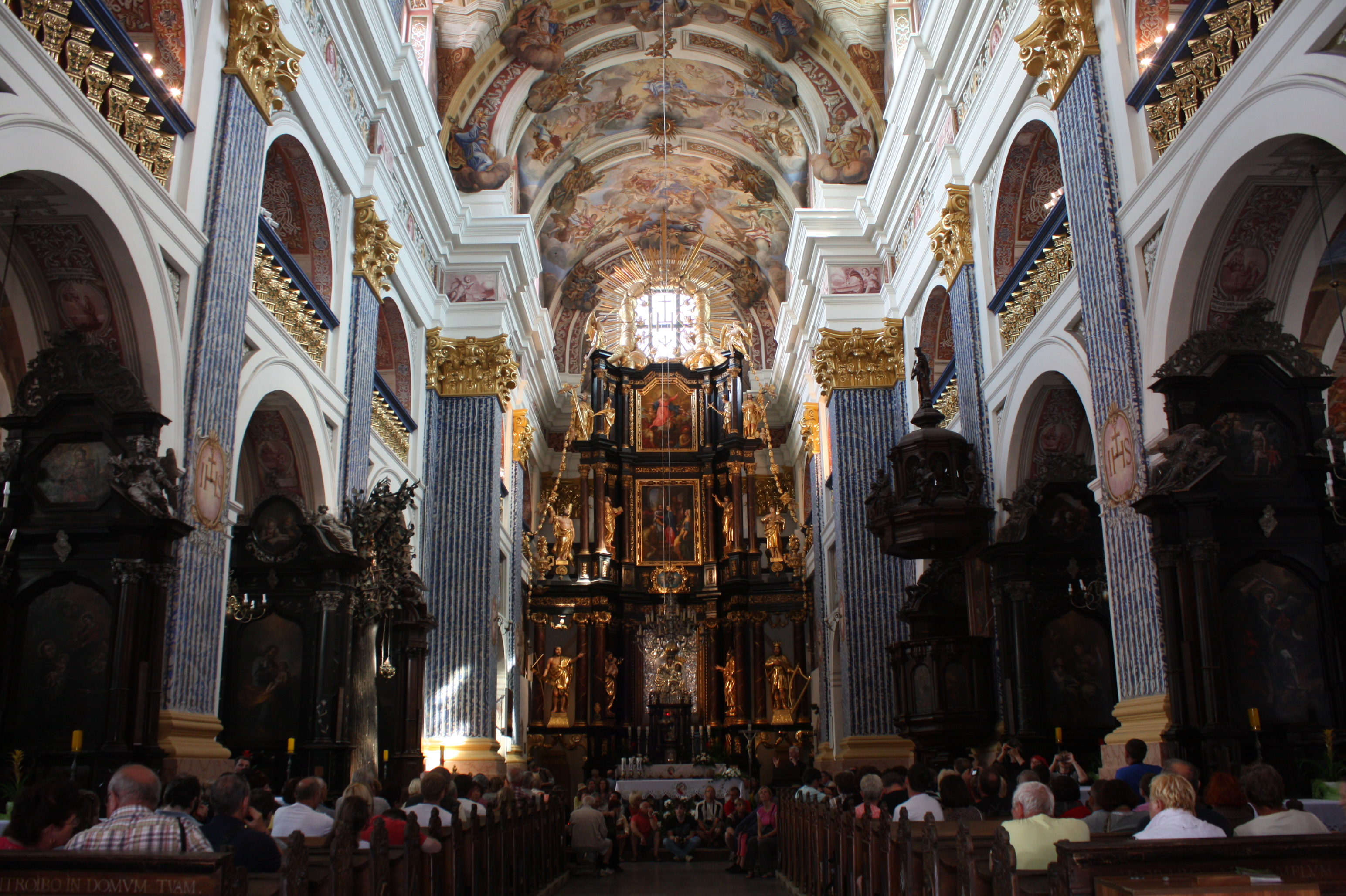
Kircheninneres mit Hochaltar und Gnadenbild

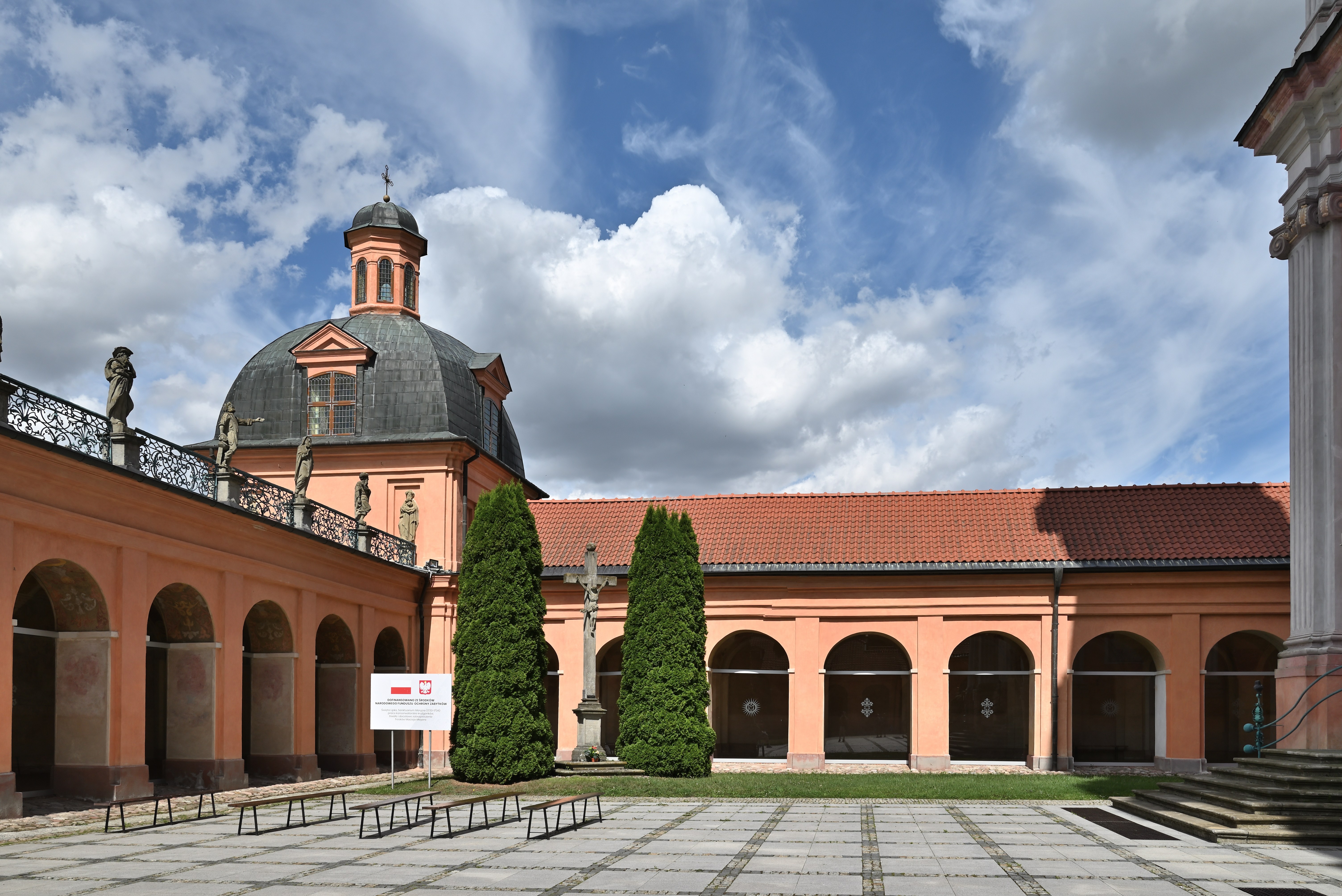
Innenhof mit Kapelle und Kreuzgang

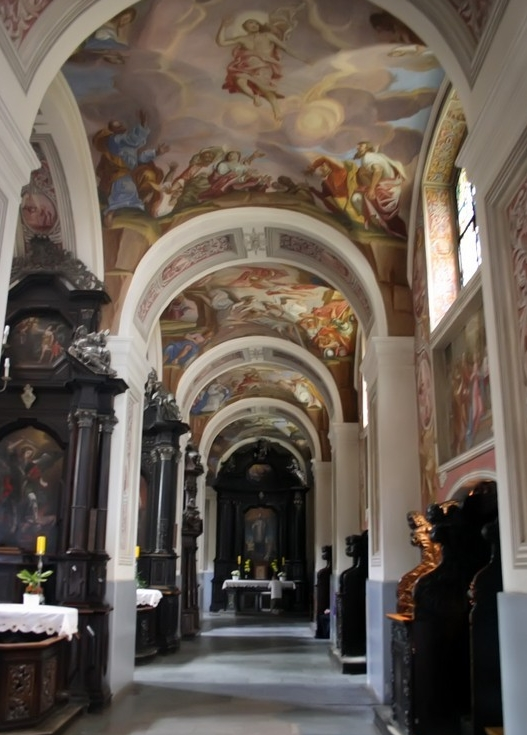
Kirchenraum

#### Geschichte
Die Ursprünge des Kults von Unserer Lieben Frau von Heilige Linde (polnisch Święta Lipka) gehen zurück auf eine Sage aus dem 14. Jahrhundert. Sie berichtet von einem in Rastenburg Verurteilten, der auf Intervention von „Unserer Lieben Frau“ eine aus Holz geschnitzte Figur ihres Kindes anfertigte. Nachdem er wegen dieser Skulptur freigelassen wurde, hängte er die Figur an eine Linde auf dem Weg von Rastenburg nach Rößel. Viele Wunder sollen sich in der Folge um die Statue des Marienkindes ereignet haben. Jedoch weist der Begriff „Heilige Linde“ weiter zurück in die Vergangenheit: nämlich auf einen heidnischen Kultplatz der Prußen. Die Linde war das Symbol des Gottes Puschkait, eines Erdgottes. (Siehe auch Zwangschristianisierung).

#### Gebäude

##### Kapelle
Im Laufe der Zeit wurde eine Kapelle rund um den Baum mit der Schnitzfigur errichtet. Die Priester der Kapelle dienten dem Deutschen Orden in Rastenburg. Die ältesten Informationen über die heilige Linde sind in Dokumenten des Domkapitels von Płock enthalten. Aus einer Aufzeichnung von 1473 geht hervor, dass der Ort zum Deutschordensstaat kam; die Kapelle wird nicht erwähnt. In einer Erlaubnis des Hochmeisters des Deutschen Ordens, Johann von Tiefen, von 1491 zur Einrichtung einer Gaststätte ist die Kapelle genannt. Wegen der überlieferten Wunder fanden sich immer mehr Wallfahrer bzw. Pilger in Heiligelinde ein. Auch der Hochmeister des Deutschen Ordens, Albrecht von Brandenburg-Ansbach, wallfahrte hierher.
1525 wurde aus dem Restteil des Deutschordensstaates vom ehemaligen Hochmeister des Ordens Albrecht das Herzogtum Preußen gegründet. Dieser war zum (lutherischen) Protestantismus konvertiert, weshalb sein Herzogtum das erste Fürstentum im frühmodernen Europa mit lutherischem Glauben wurde. Die Anhänger der Reformation zerstörten die Kapelle in Heiligelinde, die nur 200 Meter entfernt von der Grenze zum katholisch gebliebenen, zum  damaligen Polnisch-Preußen gehörenden Ermland lag. 1603 wurde auf Betreiben des polnischen Königs als Lehnsherr des Herzogtums erreicht, dass in Heiligelinde wieder katholische Gottesdienste staatfinden konnten. Der Sekretär des polnischen Königs Stephan Sadorski ergriff die Initiative, indem er Heiligelinde kaufte und mit dem Bau einer Kapelle begann. Später erwarb das benachbarte katholische ermländische Domkapitel Land und Gebäude und ließ die Kapelle renovieren und umbauen. Sie hatte nun eine Grundfläche von 40 × 26 Fuß. Der ermländische Fürstbischof Simon Rudnicki weihte die Kapelle am 19. November 1619 feierlich ein. An ihrer Fassade wurden die Wappen von Sigismund III. Wasa, Johann Sigismund (Brandenburg) und Simon Rudnicki angebracht. Immer noch bildete der Stamm der Linde mit der Schnitzfigur den Mittelpunkt der Wallfahrtskapelle.

##### Basilika

###### Bau
1636 übergab das ermländische Domkapitel diese Kapelle an die Jesuiten. Sie trieben den Ausbau von Heiligelinde als Wallfahrtsort voran. Ihre Arbeiten an einer barocken Klosteranlage, die die Besucher noch heute besichtigen können, begannen 1688 unter der Leitung von Jerzy Ertly aus Wilna (litauisch: Vilnius). Entstanden ist eine innen üppig verzierte barocke Kirche mit zwei sich nach oben hin verjüngenden 52 m hohen Türmen. Pilger kamen nicht nur aus dem Ermland, sondern auch aus Warschau, Vilnius und Lemberg. Unter den Pilgern war auch König Johann II. Kasimir.
Der Neubau wurde auf einem der Kapelle benachbarten Hügel nach Plänen eines namentlich nicht überlieferten Architekten errichtet. Die Kapelle wurde abgerissen. Aus den Bauakten und Briefen der Registratur in Heiligelinde geht folgendes hervor: Der Abriss war bereits vorhanden, als der Superior Martin Wobbe und der Rektor des Kollegiums in Rössel, Johann Sigismund, mit dem Maurer, dem „ehrsamen nahmhaften Herrn Georg Ertly, Bürger und Maurer in Wilda“ (damaliger Name der Stadt Wilna (Vilnius) Zur Wilden oder Wildau) am 16. März 1688 einen Bauvertrag vereinbarten. Ertly stammte aus Tirol und war langjährig in Vilnius tätig. Superior Wobbe starb 1688, und im Oktober schloss sein Nachfolger Konrad Schröter einen zweiten Vertrag mit Maurermeister Ertly. Erst 50 Jahre später, 1730 erhielt die Kirche ihre barocke Fassade.
Vor Baubeginn war es notwendig, den Boden zu stabilisieren. Der Baugrund lag auf sumpfigem Land zwischen den Seen Wirowym (Wirbelsee) und Dejnowa (Deinowasee). Dazu wurden 10.000 Holzpfeiler gerammt.
Zwischen den Jahren 2003 und 2013 konnte dank des Zustroms von Pilgern und Touristen das Bauwerk renoviert werden. Baufachleute fanden heraus, dass die gelbe Fassadenfarbe nicht der ursprünglichen Gestaltung entsprach. Ein neuer, nun ockerfarbener Anstrich wurde aufgebracht.

###### Stil
Die Kirche ist in der Form einer dreischiffigen Basilika errichtet mit Presbyterium im Hauptteil des Kirchenschiffes und seitlichen Emporen. Sie wird von einem  Kreuzgang umgeben mit einer Kapelle an den Ecken. An der Fassade der Kirche und der Kapellenfront sind geschnitzte Skulpturen des Bildhauers Christoph Perwanger angebracht.

###### Ausstattung
Das Innere der Kirche ist reich verziert, unter anderem mit einem Gemälde an der Decke, in den Jahren 1722 bis 1727 gefertigt von Matthias Johann Meyer. Das Gewölbe im Presbyterium und das Hauptschiff (beginnend mit dem Presbyterium) ist geschmückt mit Bildern, so von Hedwig von Schlesien, Sigismund III. Wasa und Kasimir von Polen und Litauen.
Zur sonstigen Ausstattung der Kirche gehören der Hauptaltar von 1712 bis 1714, die Arbeit von Christoph Peucker. Im Hauptaltar befindet sich ein 1640 von Bartholomäus Pensa gemaltes Bild der Muttergottes. Der Königsberger Goldschmied Samuel Grew stellte silberne Tabernakel her. Die Bilder der anderen acht Altäre fertigte unter anderem Martin Altomonte an.
In der Kirche wird eine 1652 gefertigte Kopie der Schnitzfigur Unserer lieben Frau zusammen mit einem symbolischen Lindenstamm gezeigt. Das auch Gnadenbild genannte Kunstwerk wurde im Jahr 1968 gekrönt.

###### Orgel

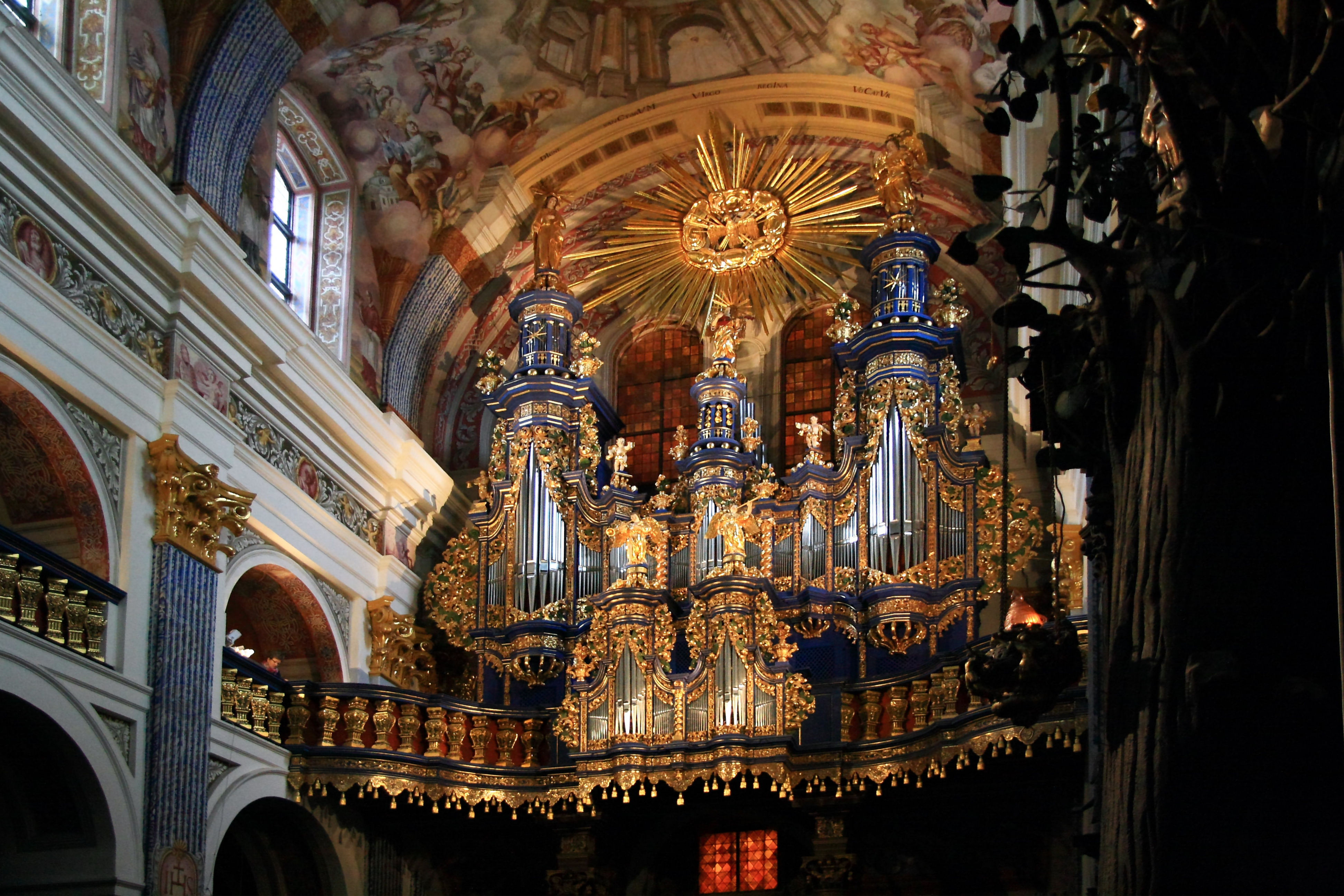
Orgelprospekt von Johann Josua Mosengel und Christoph Peucker (1721) mit Goebel-Orgel von 1905

Die Orgel entstand 1719 bis 1721 in der Werkstatt von Johann Josua Mosengel. Das Instrument verfügte auf drei Manualen und Pedal über 40 Register. Von ihr ist heute allerdings nur noch der von Christoph Peucker erschaffene Prospekt erhalten, in dem eine Vielzahl von beweglichen Figuren eine Verkündigungsszene darstellen. Das Orgelwerk selbst wurde 1905 durch einen Neubau der Werkstatt Bruno Goebel, Königsberg i. Pr., mit 36 Registern auf zwei Manualen und Pedal ersetzt, das im Jahr 2009 durch die Werkstatt Westfälischer Orgelbau S. Sauer restauriert wurde.
Im 20. Jahrhundert waren die beweglichen Figuren des Gehäuses für mehrere Jahre nicht mehr funktionsfähig. Erst um 1990 gelang es Spezialisten, die Mechanik für die beweglichen Figuren (Maria, Engel, Posaune) wieder in Gang zu setzen. Die Orgel wird während der Touristensaison mehrmals täglich gespielt.
Seit 1988 finden in der Kirche regelmäßig Heiligelinde-Musikabende mit Chor und einem Orgelspiel statt.

#### Klostergelände

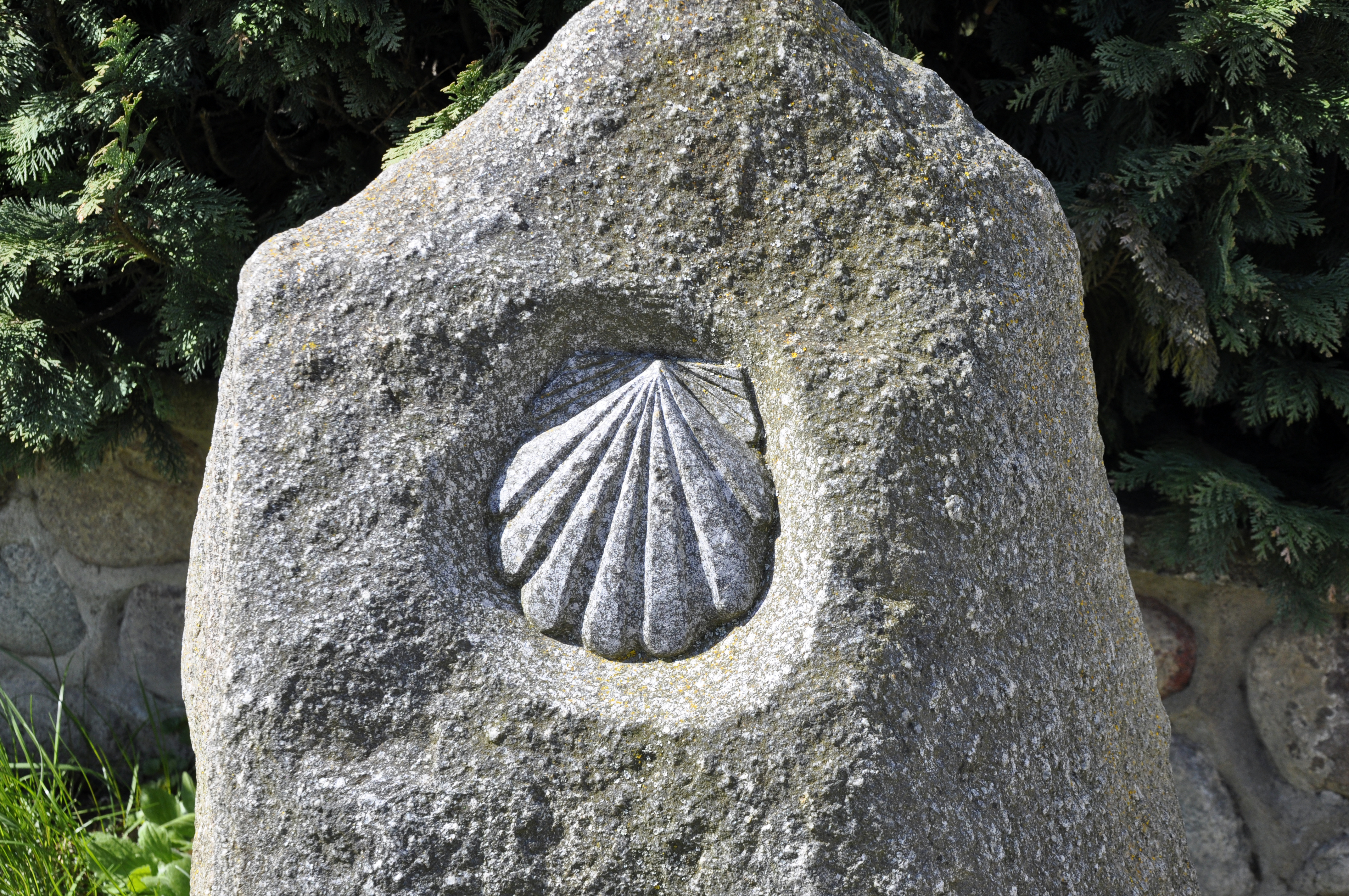
Granitstein in Heiligelinde, der darauf hinweist, dass sich die Wallfahrtskirche am Jakobsweg befindet.

Außerhalb des Kreuzganges und neben der Kirche befindet sich ein Gedenkstein zu Ehren des berühmten Komponisten Feliks Nowowiejski (1877–1946), der als Klosterschüler in Heiligelinde war. Darüber hinaus verweist ein gestalteter Granitfindling darauf, dass hier der Jakobsweg entlang führt.

#### Sonstiges
Die Wallfahrtskirche spielt in E. T. A. Hoffmanns Novelle Die Elixiere des Teufels eine Rolle.

### Evangelisch
Eine evangelische Kirche gibt es in Święta Lipka nicht. Bis 1945 waren die evangelischen Einwohner Heiligelindes in die Kirche Bäslack (polnisch Bezławki) in der Kirchenprovinz Ostpreußen der Kirche der Altpreußischen Union eingepfarrt. Heute gehören die evangelischen Kirchenglieder zur Johanneskirchengemeinde in Kętrzyn, die der Diözese Masuren der Evangelisch-Augsburgischen Kirche in Polen zugeordnet ist.

## Verkehr

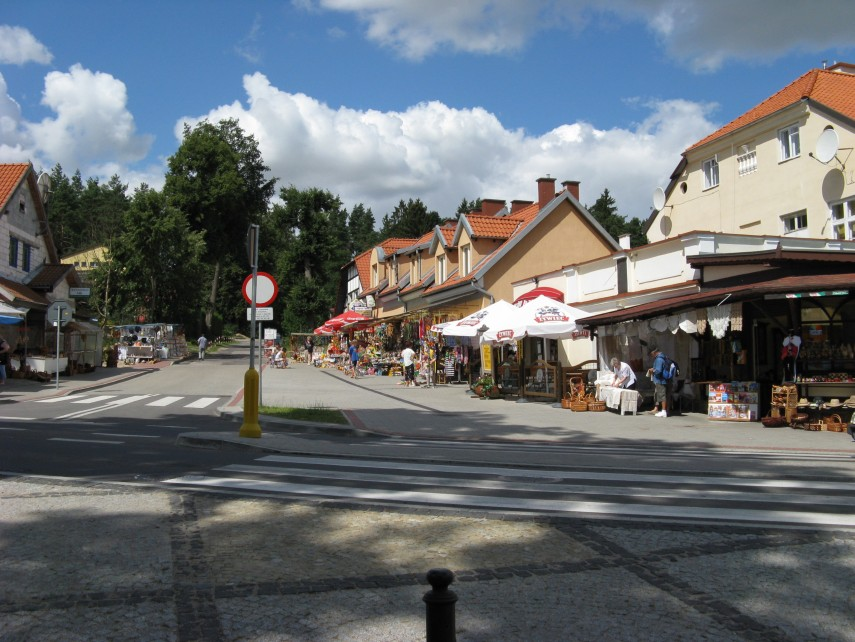
Einkaufsstraße für Pilger und Touristen

Święta Lipka liegt an der Woiwodschaftsstraße 594 (hier im Abschnitt der einstigen deutschen Reichsstraße 141), die die Kreisstadt Kętrzyn (Rastenburg) mit Reszel (Rößel) und Bisztynek (Bischofstein) verbindet. Innerorts enden mehrere Nebenstraßen, die das Dorf mit dem Umland verbinden. Eine Anbindung an den Schienenverkehr besteht nicht.

## Persönlichkeiten

### Aus dem Ort gebürtig
- Hermann Wischnat (* 14. Oktober 1936 in Heiligelinde), deutscher Lyriker und Pädagoge († 2018)

### Mit dem Ort verbunden
- Matthias Meyer, deutscher Barockmaler, verstarb im Juli 1737 in Heiligelinde
- Franz Bulitta, Geistlicher Rat, war 1926 bis 1930 Kaplan in Heiligelinde